# یورغیل (امیرداغ)
یورغیل (به ترکی استانبولی: Yüreğil) یک منطقهٔ مسکونی در ترکیه است که در امیرداغ واقع شده‌است.